# Federação Portuguesa de Surf
A Federação Portuguesa de Surf, ou FPS, é uma associação que representa nacional e internacionalmente diversas modalidades como o Surf, Bodyboard, Skate, Longboard, Kneeboard e Skimboard em Portugal. Tem o estatuto de utilidade pública que lhe confere a autoridade desportiva. Em 2023 era composta por 15.000 federados dos quais 2.500 com licença desportiva, 100 clubes, 250 escolas de surf e três associações nacionais. A FPS regula as principais competições de surf em Portugal como o Campeonato Nacional de Surf Open, o Campeonato Nacional de Bodyboard Open, e o Pro Júnior de Surf.